# Kurumi Nara
Kurumi Nara (奈良 くるみ?, Nara Kurumi; Osaka, 30 dicembre 1991) è un'ex tennista giapponese.
Si esprimeva al meglio su cemento e terra. La sua tennista preferita è Justine Henin.

## Biografia
Al torneo di Wimbledon 2007 - Doppio ragazze in coppia con la connazionale Misaki Doi arrivò alla finale perdendo con Anastasija Pavljučenkova e Urszula Radwańska.
Sempre con Doi all'US Open 2008 - Doppio ragazze arrivò ai quarti di finale venendo sconfitte dalle atlete Noppawan Lertcheewakarn e Sandra Roma con un punteggio di 3-6 5-7, le due avversarie poi vinsero la competizione.
All'Open di Francia 2008 - Doppio ragazze giocò con Ksenija Lykina senza grandi risultati.
Come singolarista l'anno dopo venne sconfitta da Marion Bartoli al HP Open 2009 - Singolare e nel 2010 al torneo di Wimbledon 2010 - Singolare femminile venne eliminata da Li Na.
Nel febbraio 2014 si aggiudica il primo titolo della sua carriera in un torneo WTA, a Rio de Janeiro, battendo Klára Zakopalova in 3 set.

## Statistiche WTA

### Singolare

#### Vittorie (1)
| Legenda               |
| --------------------- |
| Grande Slam (0)       |
| Ori Olimpici (0)      |
| WTA Finals (0)        |
| Premier Mandatory (0) |
| Premier 5 (0)         |
| Premier (1)           |
| International (1)     |

| N. | Data             | Torneo                   | Superficie  | Avversaria in finale | Punteggio     |
| 1. | 23 febbraio 2014 | Rio Open, Rio de Janeiro | Terra rossa | Klára Zakopalová     | 6-1, 4-6, 6-1 |

#### Sconfitte (1)
| Legenda               |
| --------------------- |
| Grande Slam (0)       |
| Argenti Olimpici (0)  |
| WTA Finals (0)        |
| Premier Mandatory (0) |
| Premier 5 (0)         |
| Premier (1)           |
| International (1)     |

| N. | Data          | Torneo                | Superficie | Avversaria in finale | Punteggio     |
| 1. | 3 agosto 2014 | Citi Open, Washington | Cemento    | Svetlana Kuznecova   | 3-6, 6-4, 4-6 |

### Doppio

#### Sconfitte (2)
| Legenda               |
| --------------------- |
| Grande Slam (0)       |
| Argenti Olimpici (0)  |
| WTA Finals (0)        |
| Premier Mandatory (0) |
| Premier 5 (0)         |
| Premier (0)           |
| International (2)     |

| N. | Data              | Torneo                           | Superficie | Compagna      | Avversarie                      | Punteggio |
| 1. | 2 agosto 2014     | Citi Open, Washington            | Cemento    | Hiroko Kuwata | Shūko Aoyama Gabriela Dabrowski | 1-6, 2-6  |
| 2. | 19 settembre 2015 | Japan Women's Open Tennis, Tokyo | Cemento    | Misaki Doi    | Chan Hao-ching Chan Yung-jan    | 1-6, 2-6  |

## Statistiche ITF

### Singolare

#### Vittorie (7)
| Torneo $100.000 (0) |
| Torneo $80.000 (1)  |
| Torneo $75.000 (0)  |
| Torneo $60.000 (0)  |
| Torneo $50.000 (3)  |
| Torneo $25.000 (3)  |
| Torneo $15.000 (0)  |
| Torneo $10.000 (0)  |

| N. | Data            | Torneo                                           | Superficie | Avversaria in finale | Punteggio        |
| 1. | 26 ottobre 2008 | Tokyu Harvest Cup Hamanako, Hamanako             | Sintetico  | Chinami Ogi          | 6-2, 6-3         |
| 2. | 2 agosto 2009   | Obihiro-Tokachi Open, Obihiro                    | Sintetico  | Junri Namigata       | 7–6(7), 4-6, 6-4 |
| 3. | 25 luglio 2010  | Fifth Third Bank Tennis Championships, Lexington | Cemento    | Stéphanie Dubois     | 6-4, 6-4         |
| 4. | 6 novembre 2011 | Grapevine Women's Tennis Classic, Grapevine      | Cemento    | Sesil Karatančeva    | 1-6, 6-0, 6-3    |
| 5. | 21 luglio 2013  | Oregon Challenger, Portland                      | Cemento    | Alison Riske         | 3-6, 6-3, 6-3    |
| 6. | 6 maggio 2018   | Kangaroo Cup, Gifu                               | Cemento    | Moyuka Uchijima      | 6-2, 7-6(4)      |
| 7. | 5 giugno 2022   | ITF Changwon Women's Challenger Tennis, Changwon | Cemento    | Han Na-lae           | 6-3, 6-1         |

#### Sconfitte (6)
| Torneo $100.000 (0) |
| Torneo $80.000 (0)  |
| Torneo $75.000 (1)  |
| Torneo $60.000 (0)  |
| Torneo $50.000 (1)  |
| Torneo $25.000 (4)  |
| Torneo $15.000 (0)  |
| Torneo $10.000 (0)  |

| N. | Data             | Torneo                                                | Superficie  | Avversaria in finale  | Punteggio        |
| 1. | 7 giugno 2009    | Komoro Open, Komoro                                   | Terra rossa | Yurika Sema           | 3–6, 6–1, 4–6    |
| 2. | 6 settembre 2009 | Sekisho Challenge Open, Tsukuba                       | Cemento     | Suchanun Viratprasert | 3–6, 4–6         |
| 3. | 21 febbraio 2010 | City Of Surprise Women's Open, Surprise               | Cemento     | Abigail Spears        | 1–6, 2–6         |
| 4. | 11 luglio 2010   | Grapevine Women's Tennis Classic, Grapevine           | Cemento     | Jamie Hampton         | 3–6, 4–6         |
| 5. | 7 agosto 2011    | Beijing International Challenger, Pechino             | Cemento     | Hsieh Su-wei          | 2-6, 2-6         |
| 6. | 25 febbraio 2018 | Del Mar Financial Partners Inc. Open, Rancho Santa Fe | Cemento     | Asia Muhammad         | 4-6, 6-2, 6(3)-7 |

### Doppio

#### Vittorie (3)
| Torneo $100.000 (0) |
| Torneo $80.000 (0)  |
| Torneo $75.000 (0)  |
| Torneo $60.000 (0)  |
| Torneo $50.000 (1)  |
| Torneo $25.000 (2)  |
| Torneo $15.000 (0)  |
| Torneo $10.000 (0)  |

| N. | Data              | Torneo                                                     | Superficie | Compagna          | Avversarie in finale              | Punteggio           |
| 1. | 4 maggio 2008     | Kangaroo Cup, Gifu                                         | Erba       | Kimiko Date-Krumm | Melanie South Nicole Thijssen     | 6–1, 6(8)–7, [10–7] |
| 2. | 20 luglio 2008    | Miyazaki International Women's Challenger Tennis, Miyazaki | Sintetico  | Misaki Doi        | Kimiko Date-Krumm Tomoko Yonemura | 4–6, 6–3, [10–7]    |
| 3. | 26 settembre 2009 | Gosen Cup, Makinohara                                      | Sintetico  | Erika Sema        | Mari Tanaka Tomoko Yonemura       | 6–0, 6-0            |

#### Sconfitte (4)
| Torneo $100.000 (1) |
| Torneo $80.000 (0)  |
| Torneo $75.000 (0)  |
| Torneo $60.000 (0)  |
| Torneo $50.000 (2)  |
| Torneo $25.000 (1)  |
| Torneo $15.000 (0)  |
| Torneo $10.000 (0)  |

| N. | Data             | Torneo                                                                          | Superficie  | Compagna         | Avversarie in finale          | Punteggio        |
| 1. | 3 maggio 2009    | Kangaroo Cup, Gifu                                                              | Sintetico   | Misaki Doi       | Sophie Ferguson Aiko Nakamura | 2–6, 1–6         |
| 2. | 1º agosto 2009   | Obihiro-Tokachi Open, Obihiro                                                   | Sintetico   | Rika Fujiwara    | Natsumi Hamamura Ayumi Oka    | 6–3, 1–6, [5–10] |
| 3. | 18 maggio 2013   | Open International Féminin Midi-Pyrénées Saint-Gaudens Comminges, Saint-Gaudens | Terra rossa | Stéphanie Dubois | Julia Glushko Paula Ormaechea | 5-7, 6(11)-7     |
| 4. | 21 novembre 2015 | Ando Securities Open, Tokyo                                                     | Cemento     | Eri Hozumi       | Shūko Aoyama Makoto Ninomiya  | 6–3, 2–6, [7–10] |

## Grand Slam Junior

### Doppio

#### Sconfitte (1)
| Tornei del Grande Slam  |
| ----------------------- |
| Australian Open (0)     |
| Open di Francia (0)     |
| Torneo di Wimbledon (1) |
| US Open (0)             |

| N. | Data           | Torneo                      | Superficie | Compagna   | Avversarie in finale                       | Punteggio        |
| 1. | 14 luglio 2007 | Torneo di Wimbledon, Londra | Erba       | Misaki Doi | Anastasija Pavljučenkova Urszula Radwańska | 4-6, 6-2, [7-10] |

## Risultati in progressione
| Sigla | Risultato               |
| ----- | ----------------------- |
| V     | Vincitore               |
| F     | Finalista               |
| SF    | Semifinalista           |
| O     | Oro olimpico            |
| A     | Argento olimpico        |
| SF    | Bronzo olimpico         |
| QF    | Quarti di Finale        |
| 4T    | Quarto turno            |
| 3T    | Terzo turno             |
| 2T    | Secondo turno           |
| 1T    | Primo turno             |
| RR    | Round Robin             |
| LQ    | Turno di qualificazione |
| A     | Assente                 |
| ND    | Non disputato           |

| Legenda superfici    |
| -------------------- |
| Cemento              |
| Terra battuta        |
| Erba                 |
| Superficie variabile |

### Singolare
| Tornei del Grande Slam |     |     |     |     |     |     |     |     |     |
| Australian Open        | A   | A   | 2Q  | 3Q  | 3Q  | 2Q  | 3T  | 1T  | 2–2 |
| Open di Francia        | A   | A   | 1T  | 2Q  | 1Q  | 2Q  | 2T  |     | 1–2 |
| Wimbledon              | A   | A   | 2T  | 2Q  | 1Q  | 3Q  | 2T  |     | 2–2 |
| US Open                | A   | A   | A   | 2Q  | 2Q  | 3T  | 2T  |     | 3–2 |
| Vittorie-Sconfitte     | 0-0 | 0-0 | 1–2 | 0–0 | 0–0 | 2–1 | 5–4 | 0-1 | 8–8 |
| Ranking di fine anno   | 463 | 174 | 131 | 144 | 157 | 76  | 44  |     |     |

### Doppio nei tornei del Grande Slam
| Torneo          | 2010 | 2011 | 2012 | 2013 | 2014 | 2015 | V--S |
| --------------- | ---- | ---- | ---- | ---- | ---- | ---- | ---- |
| Australian Open | A    | A    | A    | A    | A    | 1T   | 0-1  |
| Open di Francia | A    | A    | A    | A    | 1T   |      | 0-1  |
| Wimbledon       | A    | A    | A    | A    | 1T   |      | 0-1  |
| US Open         | A    | A    | A    | A    | 1T   |      | 0-1  |
| Totale          | 0-0  | 0-0  | 0-0  | 0-0  | 0-3  | 0-1  | 0-4  |

### Doppio misto nei tornei del Grande Slam
Nessuna partecipazione

## Vittorie contro giocatrici Top 10
| Stagione | 2017 | Totale |
| Vittorie | 1    | 1      |

| #    | Giocatrice         | Ranking | Evento            | Superficie | Turno | Punteggio     | Rank. KNR |
| ---- | ------------------ | ------- | ----------------- | ---------- | ----- | ------------- | --------- |
| 2017 |                    |         |                   |            |       |               |           |
| 1.   | Svetlana Kuznecova | 8       | US Open, New York | Cemento    | 2T    | 6-3, 3-6, 6-3 | 116       |